# Larry D
Lawrence Jones (nacido el 25 de enero de 1984) es un luchador profesional estadounidense conocido por su nombre en el ring Larry D. Actualmente está firmado con Impact Wrestling.

## Carrera en la lucha libre profesional

### Impact Wrestling (2018-2022)
El 19 de octubre de 2019, Larry D perdió ante Acey Romero en el evento principal del especial de Impact Wrestling All Glory. El 22 de febrero de 2020 en Sacrifice, Larry D hizo equipo con Romero para derrotar a oVe (Dave Crist y Madman Fulton).
Larry D solidificó su asociación con Romero en el episodio del 31 de marzo de Impact!, formando un equipo en parejas llamado XXXL. En el episodio del 14 de abril de Impact!, hicieron su debut en una lucha por equipos contra The Rascalz (Dez y Wentz), Reno Scum (Adam Thornstowe y Luster the Legend) y el equipo de TJP y Fallah Bahh, este último ganando después de que TJP cubriera a Thornstowe. La semana siguiente, en la Noche 1 de Rebellion, pelearon en un combate de equipos contra The Rascalz y TJP y Fallah Bahh, el primero ganando después de que Dez cubrió a Larry D. En el episodio del 5 de mayo de Impact!, el equipo obtuvo su primera victoria televisada al derrotar a oVe. Los meses siguientes vieron a XXXL perder combates contra equipos como TJP y Fallah Bahh, Reno Scum, y The Deaners (Cody y Cousin Jake), el último de los cuales Larry D y Romero atacaron después de perder contra ellos en su segundo encuentro.
En el episodio del 28 de julio de Impact!, Larry D apareció junto a Romero y un grupo de luchadores en el reality show Wrestle House. En el episodio del 11 de agosto de Impact!, Rosemary lo sometió a un hechizo de amor que molestó a Romero, lo que llevó a una lucha que Larry D ganó después de darle un puñetazo. Durante las dos noches de Emergence, Larry D se enamoró de Rosemary y tuvo una cita con ella, lo que provocó que John E. Bravo se pusiera celoso y lo desafiara a un combate, que ganó Larry D. En el episodio del 1 de septiembre de Impact!, XXXL continuó su enemistad con The Deaners peleando por toda la casa, terminando con Susie enfrentándose a Cousin Jake por romper la tregua entre los dos equipos y «ganó» el combate. Larry D y el resto del elenco de Wrestle House regresaron a Impact! durante el Black Tie Affair de la Campeona de Knockouts Deonna Purrazzo en el episodio del 1 de septiembre. En el episodio del 15 de septiembre de Impact!, XXXL continuó su rivalidad en Wrestle House con The Deaners, derrotándolos en una lucha por equipos.

### National Wrestling Alliance (2022)
Debutó en el episodio de Powerrr emitido el 16 de agosto, donde fue derrotado por Tim Storm.
En el NWA USA emitido el 3 de diciembre, participó en el Revolution Rumble, sin embargo fue el primer eliminando por Brady Pierce.

## Campeonatos y logros
- IWA Mid-South
  - IWA Mid-South Heavyweight Championship (3 veces)

- Ohio Championship Wrestling
  - OCW Heavyweight Championship (1 vez)

- Rockstar Pro Wrestling
  - Rockstar Pro Intergalactic Championship (1 vez)

- The Wrestling Revolver
  - REVOLVER Championship (1 vez)